# Sri Lanka Rupavahini Corporation
Die Sri Lanka Rupavahini Corporation, kurz SLRC (singhalesisch: ශ්‍රී ලංකා රූපවාහිනී සංස්ථාව, Śrī Laṅkā Rūpavāhinī Saṃsthāva; Tamil: இலங்கை ரூபவாகினி கூட்டுத்தாபனம், Ilaṅkai Rūpavākiṉi Kūṭṭuttāpaṉam; Rūpavāhinī bedeutet wörtlich übersetzt Bildträger) ist die öffentlich-rechtliche Fernsehanstalt von Sri Lanka.

## Geschichte
Die SLRC wurde 1982 gegründet, nachdem 1979 das damals noch private Independent Television Network mit Fernsehsendungen auf Sri Lanka begonnen hatte.
Im April 1999 startete Rupavahini 2 als zweiter Kanal, den sich nunmehr Channel Eye (englisch, seit August 2000) und Nethra TV (நேத்ரா; Tamil, seit Januar 2008) teilen. Als weiterer englischsprachiger Kanal kam im November 2009 NTV hinzu.